# Idmidronea antarctica
Idmidronea antarctica är en mossdjursart som beskrevs av John Borg 1944. Idmidronea antarctica ingår i släktet Idmidronea och familjen Tubuliporidae. Inga underarter finns listade i Catalogue of Life.